# Jaebetz
Jaebetz is een plaats en voormalige gemeente in de Duitse deelstaat Mecklenburg-Voor-Pommeren en maakt deel uit van de gemeente Fincken in het district Mecklenburgische Seenplatte.
Jaebetz telt 183 inwoners.